# إيواو يامازاكي
إيواو يامازاكي هو سياسي ياباني، ولد في 16 سبتمبر 1894 في أوكاوا في اليابان، وتوفي في 26 يونيو 1968. نشط حزبياً في الحزب الليبرالي الديمقراطي الياباني. وقد انتخب عضو مجلس النواب الياباني ‏.